# Amazap Ier d'Ibérie
Amazap Ier d'Ibérie est un roi artaxiade d'Ibérie. Fils de Mihrdat Ier, il aurait régné de 106 à 116 sur l'antique Ibérie selon la chronologie rectifiée de Cyrille Toumanoff.

## Biographie traditionnelle
La Chronique géorgienne de Léonti Mroveli ne fournit que très peu d'informations sur le roi contemporain. Elle indique simplement qu'il s'agit du « 14e règne : Amazasp et Derok, fils (respectivement) d'Azork et d'Armazael, arsacides ; après eux règnent leur fils ; P'arsman K'ueli en Armazi et Mirdat dans le bas Karthli ».
Marie-Félicité Brosset ajoute de son côté qu'il est un « Karthloside » et qu'il règne pendant 10 ans, de 103 à 113 apr. J.-C., conjointement avec Derok, roi de Mtskheta.
Dans les deux hypothèses, il n'eut qu'un fils :
- Pharasman II.

## Épigraphie
Une épitaphe contemporaine trouvée à Rome dite l'Épigramme d'Amazasp (en) indique que sous l'empereur Trajan vers 114, « l'llustre parent de roi, Amazaspus, le frère du roi Mithridatès, natif des pays proches des portes de la mer Caspienne, Ibère, fils d'Ibère, est inhumé ici... après avoir été tué lors d'un combat contre les Parthes ». Il semble que cet Amazaspus était à la tête des forces ibères alliées de Rome lors de la bataille de Nisibis et qu'il était un fils cadet du roi Pharsman Ier.